# Volvo Open 1989
Volvo Open 1989 — тенісний турнір, що проходив на відкритих кортах з ґрунтовим покриттям у Бостаді (Швеція). Належав до Nabisco Grand Prix 1989 і турнірів 4-ї категорії в рамках Туру WTA 1989. Чоловічий турнір тривав з 31 липня до 6 серпня 1989 року, жіночий - з 24 до 30 липня 1989 року.

## Фінальна частина

### Одиночний розряд, чоловіки
Паоло Кане —  Бруно Орешар 7–6, 7–6
- Для Кане це був єдиний титул за сезон і 5-й - за кар'єру.

### Одиночний розряд, жінки
Катарина Малеєва —  Забіне Гак 6–1, 6–3
- Для Малеєвої це був 1-й титул за рік і 7-й — за кар'єру.

### Парний розряд, чоловіки
Пер Генрікссон /  Nicklas Utgren —  Йозеф Чігак /  Карел Новачек 7–5, 6–2
- Для Герікссона це був єдиний титул за сезон і 2-й - за кар'єру. Для Утгрена це був єдиний титул за сезон і 1-й — за кар'єру.

### Парний розряд, жінки
Мерседес Пас /  Тіна Шоєр-Ларсен —  Сабрина Голеш /  Катарина Малеєва 6–2, 7–5
- Для Пас це був 4-й титул за сезон і 16-й — за кар'єру. Для Шоєр-Ларсен це був 2-й титул за сезон і 6-й — за кар'єру.